# Radu cel Frumos
Radu cel Frumos (n. cca. 1437/1439 – d. ianuarie 1475) a fost domn al Țării Românești de patru ori (1462–1473, 1473–1474, 1474, 1474–1475).

## Biografie

### Viața cu otomanii
Radu cel Frumos a fost fiu al domnului Vlad Dracul și al Vasilisei Mușat. Pe lângă Vlad al III-lea (Țepeș), Radu a mai avut doi frați mai mari, Mircea al II-lea și Vlad Călugărul, ambii conducând pentru scurt timp Țara Românească.
În 1436, Vlad al II-lea Dracul a urcat pe tronul Țării Românești. El a fost înlăturat în 1442 de facțiunile rivale din liga cu Ungaria, dar și-a asigurat sprijinul otoman pentru întoarcerea sa acceptând să plătească tribut sultanului și, de asemenea, să-i trimită pe cei doi fii legitimi, Vlad al III-lea și Radu, la curtea otomană, pentru a servi ca ostatici și a asigura loialitatea sa. Vlad și Radu au fost mai târziu educați în logică, Coran și limba și literatura turcă și persană. Tatăl băieților, Vlad Dracul, cu sprijinul otomanilor, s-a întors în Țara Românească și și-a luat înapoi tronul de la Basarab al II-lea. 
În timp ce Vlad a fost eliberat în cele din urmă pentru a-și lua locul pe tronul muntenesc în 1448, după ce tatăl său a fost ucis de Ioan de Hunedoara, Radu s-a convertit la islam și i s-a permis să intre în curtea imperială otomană. Mai târziu, Radu a participat alături de Mahomed al II-lea, acum sultan, la asediul otoman care a dus în cele din urmă la căderea Constantinopolului în 1453. Lui Radu i sa permis să locuiască în noul Palat Topkapı din Istanbul. Potrivit ienicerului sârb Constantin Mihailović Radu era un comandant al ienicerilor; în campania împotriva fratelui său Vlad al III-lea, Radu era în fruntea a 4000 de călăreți. 

### Cronici bizantine

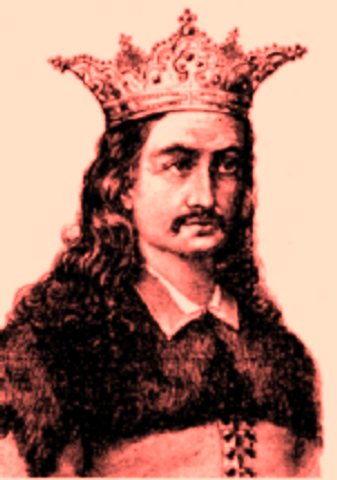
Reprezentare din secolul al XIX-lea

Potrivit traducerilor în latină ale cronicarului grec bizantin Laonic Chalcocondil, Radu a devenit un prieten intim și un favorit al lui Mehmed al II-lea, cu care probabil, datorită aspectului frumos, a avut o relație amoroasă.  Într-o poveste povestită de Chalcocondil, Radu este invitat în dormitorul lui Mehmed, dar când își dă seama de intențiile amoroase ale sultanului, scoate un cuțit și îl rănește pe Mehmed. În ciuda acestui incident, el a devenit unul dintre favoriții sultanului. La începutul cronicii, se remarcă faptul că incidentul s-a petrecut când Mehmed a urcat pentru prima dată pe tron în 1451. Chalcocondil a scris că sultanul, împreună cu oamenii națiunii sale, aveau obiceiul de a folosi băieții preferați și a petrecut „zi și noapte împreună” cu Radu.

Din relatările cronicarului grec Laonic Chalcocondil: 
„„Iarna aceasta însă împăratul petrecând-o în palatele sale, a trimis după Vlad, feciorul lui Dracula, domnul Daciei; și avea la sine pe fratele aceluia, mai tânăr, fiind favoritul său și trăind și locuind la el. Și s-a întâmplat ca în timpul, când a ajuns la domnie și sta să plece asupra lui Caraman, împăratul dorind să aibă relații cu acest băiat, era cât pe ce să moară de mâna aceluia. Căci fiindu-i drag băiatul, îl chema la petreceri și, închinând cu patimă păharul către el, îl chema în camera de culcare. Și băiatul, fără a bănui că va păți așa ceva din partea împăratului, l-a văzut pe împărat repezindu-se la el pentru un lucru de așa fel și s-a împotrivit și nu se da la dorința împăratului Și-l săruta împotriva voiei lui și băiatul, scoțând un pumnal îl lovește în coapsă pe împărat și așa îndată a luat-o la fugă, pe unde a putut. Doctorii i-au vindecat rana împăratului. Iar băiatul urcându-se într-un copac undeva pe acolo, s-a fost ascuns. După ce însă împăratul și-a făcut bagajele și a plecat, atunci și băiatul coborându-se din copac și luând-o la drum, nu cu mult mai pe urmă a venit la Poartă și a devenit favoritul împăratului. Dar are obiceiul să se folosească nu mai puțin de cei ce duc același fel de viață ca și el; căci cu aceștia e mereu împreună și petrece cu ei zi și noapte, de cei de alt neam se crede că împăratul se folosește nu prea mult, ci puțintel. Lui Vlad, fratele acestui băiat, împăratul i-a încredințat domnia Daciei; și cu ajutorul împăratului Vlad feciorul lui Drăculea a năvălit și a luat domnia.””

## Lupte pentru stăpânirea Țării Românești

### Înaintea venirii la tron

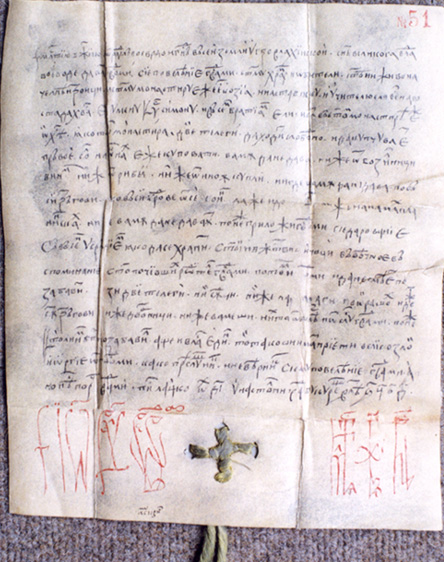
Hrisovul voievodului Radu cel Frumos dat in Cetatea de Scaun a Bucureștilor, 14 octombrie 1465, pergament (facsimil). Documentul este prima atestare a Bucureștiului.

În noiembrie 1447, Ioan de Hunedoara a lansat un atac împotriva Țării Românești datorită alianței acesteia cu otomanii prin tratatele semnate de Vlad al II-lea Dracul și duplicității sale în campania de la Varna (1444). Tatăl lui Radu a fugit, dar Mircea al II-lea a fost prins de boierii din Târgoviște și a fost orbit înainte de a fi îngropat de viu. La scurt timp după ce tatăl lor a fost capturat și ucis de forțele lui Ioan de Hunedoara, Vlad al III-lea a fost eliberat în 1448 și a fost candidatul turcilor otomani la tronul Țării Românești, prima dintr-o succesiune de dăți în care va deține tronul, întâi doar câteva luni.
Fratele lui Radu, Vlad al III-lea, a preluat mai târziu tronul de la Vladislav al II-lea în 1456 și și-a început a doua domnie pentru care urma să devină celebru. La fel ca fratele său mai mare, Mircea al II-lea, Vlad al III-lea a fost un comandant militar abil și acum s-a opus otomanilor.
Radu, la 22 de ani, a devenit o figură de frunte la curtea otomană. În 1461, Mehmed al II-lea a început să se pregătească să invadeze Țara Românească. După ce și-a consultat astrologii, sultanul în vârstă de treizeci de ani a hotărât să conducă personal expediția punitivă. Garda sa personală de ieniceri era mai mare decât întreaga armată a lui Vlad al III-lea. Mai mult, sultanul a optat să răsplătească loialitatea continuă a lui Radu punându-l pe tronul Țării Românești în locul lui Vlad al III-lea. 
În 1462, în anticiparea campaniei sale de la nord de Dunăre, Mahomed îl aduce pe Radu pe malul fluviului (nu se cunoaște locul exact). Aducerea lui Radu era menită să îi momească pe boierii care l-ar fi trădat pe Vlad, venind de partea sa. Radu primește susținerea unui pașă local pentru obținerea unei influențe cât mai mari. Aducerea lui Radu nu a fost tocmai una secretă, dat fiind că atât venețienii (fapt atestat de Domenico Balbi, trimisul Republicii la Buda), cât și bizantinii (fapt atestat de Laonic Chalcocondil) știau de aceasta.

### Prima domnie
În 1462, o armată masivă otomană a mărșăluit împotriva Țării Românești, cu Radu în fruntea ienicerilor. Vlad al III-lea s-a retras în Transilvania. În timpul plecării sale, a practicat o politică de pământ pârjolit fără a lăsa nimic important să fie folosit de armata otomană care îl urmărea. Când forțele otomane s-au apropiat de Târgoviște, au întâlnit peste 20.000 de oameni de-ai lor trași în țeapă de forțele lui Vlad al III-lea, creând o „pădure” de cadavre moarte sau muribunde pe țăruși. Această priveliște atroce și sfâșietoare a fost prea mult chiar și pentru ei ca să o suporte, așa că s-au întors la forțele otomane pentru a se regrupa.
Vlad al III-lea a purtat o campanie de gherilă împotriva forțelor otomane comandate de marele vizir Mahmud Pașa în mai 1462, urmărindu-le în retragerea lor până la Dunăre . Pe 16 și 17 iunie, el a învins din nou o forță otomană considerabilă în ceea ce a devenit cunoscut sub numele de Atacul de noapte, care a dus la pierderi grele pentru armata otomană, precum și pierderi logistice.
După ce Mehmed al II-lea a suferit pierderi din atacul de noapte, Radu și loialiștii săi au făcut campanie pe câmpiile Dunării pentru sprijin pentru a-și înlocui fratele la conducerea țării. Nu a fost greu să-i convingă; trebuia doar să le promită boierilor că le va restabili privilegiile și să-i asigure pe dezertorii din tabăra lui Vlad al III-lea că nu vor fi pedepsiți. Dar mai presus de aceasta, el a propovăduit despre o pace durabilă, o domnie blândă și nicio răzbunare pentru vreo greșeală din trecut. Radu a trimis soli în orașele săsești cele mai afectate de Vlad al III-lea, ispitindu-le cu reglementări comerciale avantajoase de modă veche și garantând pentru sfințenia familiilor lor. Firea lui bună și-a atras instant aliați, printre care și bucureșteni și târgovișteni, care s-au săturat de cruzimea fratelui său.
Radu l-a alungat pe Vlad al III-lea până la castelul său de la nord de Curtea de Argeș și, în cele din urmă, din Țara Românească însăși, care a fost încorporată sub control otoman. Profitând de averea lor, otomanii și-au întărit prezența comercială în Dunăre împotriva oricărei influențe și intervenții maghiare în regiune.
Între timp, fratele său Vlad al III-lea, din cauza politicilor sale dure față de boieri (de ale căror lupte pentru putere i-a învinuit pentru starea regatului), a fost trădat de aceștia. Vlad al III-lea a călătorit în Ungaria pentru a cere ajutor fostului său aliat, Matei Corvinul. Dar, în loc să primească ajutor, s-a trezit arestat și aruncat în temniță din cauza acuzațiilor false de trădare.
După campania victorioasă de la nord de Dunăre, otomanii l-au plasat pe tânărul Radu (pe atunci în vârstă de 26 de ani) drept Domn al Țării Românești. Curând după aceea, ienicerul aflat sub comanda sa a început atacurile și raidurile asupra cetății de munte a lui Vlad al III-lea de pe râul Argeș, Castelul Poenari. În timpul domniei sale, otomanii spahii au câștigat o poziție puternică în sudul țării.
În 7 martie 1471, Radu a luptat în bătălia de la Soci împotriva lui Ștefan al III-lea, viitorul său ginere, pentru stăpânirea Chiliei.  Cronicile slavo-române relatează că Ștefan al III-lea a avut un „război cu Radu voievod pentru Soci”. Relațiile lui Ștefan al III-lea cu Radu au fost ostile. Acesta a invadat Țara Românească în mai multe rânduri în timpul domniei lui Radu, detronându-l de patru ori ca răspuns la închinarea la turci a lui Radu. 
În 1473, în urma unei înțelegeri cu otomanii sau cu ajutor din partea lui Ștefan cel Mare, a preluat tronul Basarab Laiotă cel Bătrân. Între 1473 și 1475 Radu s-a întors pentru scurt timp de două ori pe tron.

## Politica internă
Radu a fost printre ultimii domni ai Țării Românești care să emită monedă proprie. La acel moment încă era folosit ducatul muntean, însă încă de pe vremea lui Mihail I emisia acestora ajunge să scadă ca urmare a presiunii politice și economice exercitate de Imperiul Otoman, emisia acestora ajunge insuficientă pentru a acoperi întreaga cerere a țării. Ca urmare, în această perioadă piața valahă a început să fie invadată de asprii otomani.
În timpul domniei lui Radu cel Frumos, monetăria Țării încă era localizată nu la Târgoviște (capitala de jure a țării), ci la București (capitala de facto), mutată aici în timpul domniei lui Vlad Țepeș, la scurtă vreme după fondarea cetății. În timpul domniei sale aceasta va continua să funcționeze, însă în timpul său aceasta devenise deja moneda curentă a tranzacțiilor locale. La doar câțiva ani după plecarea sa de la tron, între 1477-1480, baterea de monedă proprie în Țara Românească va înceta.

## Viața personală
Soția lui Radu era Maria Despina, considerată a fi o prințesă sârbă sau albaneză. 
Fiica lui Radu cel Frumos, Maria Voichița, a fost cea de-a treia și cea din urmă soție a lui Ștefan cel Mare.
Se estimează că a murit între 1475 și 1477